# Godefroid Mukeng’a Kalond
Godefroid Mukeng’a Kalond CICM (* 31. August 1930 in Tshibingu-Mukese) ist ein kongolesischer Ordensgeistlicher und emeritierter römisch-katholischer Erzbischof von Kananga.

## Leben
Godefroid Mukeng’a Kalond trat der Ordensgemeinschaft der Scheut-Missionare bei und empfing am 2. März 1958 die Priesterweihe.
Papst Paul VI. ernannte ihn am 30. August 1971 zum Bischof von Luiza. Die Bischofsweihe spendete ihm der Kardinalpräfekt der Kongregation für die Evangelisierung der Völker, Agnelo Rossi, am 5. Dezember desselben Jahres; Mitkonsekratoren waren Martin-Léonard Bakole wa Ilunga, Erzbischof von Luluabourg, und François Kabangu wa Mutela, Bischof von Luebo.
Papst Johannes Paul II. ernannte ihn am 3. März 1997 zum Erzbischof von Kananga. Am 3. Mai 2006 nahm Papst Benedikt XVI. seinen altersbedingten Rücktritt an.